# Дергачёв, Борис Алексеевич
Бори́с Алексе́евич Дергачёв (род. 16 июля 1940) — советский бегун-марафонец. Выступал за сборную СССР по лёгкой атлетике в 1960-х годах, серебряный и бронзовый призёр чемпионатов СССР, обладатель бронзовой медали Спартакиады народов СССР, победитель первенств всесоюзного и республиканского значения. Представлял Москву и Баку, Вооружённые силы.

## Биография
Борис Дергачёв родился 16 июля 1940 года. Занимался лёгкой атлетикой в Москве и Баку, выступал за Азербайджанскую ССР и Советскую Армию.
Впервые заявил о себе на марафонской дистанции в сезоне 1964 года, когда на Мемориале братьев Знаменских в Москве с результатом 2:22:12 пришёл к финишу восьмым.
На Мемориале Знаменских 1965 года в Минске завоевал бронзовую награду в марафоне, показав результат 2:20:14, тогда как на чемпионате СССР в Алма-Ате показал время 2:28:32 и стал серебряным призёром, уступив только ульяновцу Михаилу Горелову.
В октябре 1966 года одержал победу на всесоюзных соревнованиях в Ужгороде (2:20:16).
В 1967 году выиграл марафон в Баку (2:21:53), взял бронзу на чемпионате страны в рамках IV летней Спартакиады народов СССР в Москве (2:22:31), в составе советской сборной финишировал пятым на Кошицком международном марафоне мира (2:23:15).
В августе 1968 года выиграл марафон в Ногинске, установив свой личный рекорд в данной дисциплине — 2:19:45.
В октябре 1969 года превзошёл всех соперников на марафоне в Ужгороде (2:22:16).
В октябре 1970 года финишировал вторым на марафоне во Львове (2:20:55).